# Omar Daley
Omar Daley (né le 25 avril 1981 à Kingston en Jamaïque) est un joueur de football international jamaïcain, qui évolue au poste d'ailier.

## Palmarès
Portmore United
- Jamaican National Premier League : 2004–05